# Horní Hraničná
Horní Hraničná (německy Oberkunreuth, rovněž Ober Kunreuth) byla vesnice v okrese Cheb v Karlovarském kraji.
Zanikla po druhé světové válce, kdy se ves ocitla v zakázaném hraničním pásmu.
Horní Hraničná ležela v katastrálním území Dolní Hraničná o rozloze 6,33 km².

## Geografie a přírodní poměry
Zaniklá vesnice se nacházela přibližně 5 km jihozápadně od centra Chebu, asi 600 m severně od státní hranice se spolkovou zemí Bavorsko. Rozprostírala se na pod jihozápadním svahem Zelené hory (637 m). Z geomorfologického hlediska leží území zaniklé vesnice v podcelku Ašská vrchovina, geomorfologického celku Smrčin.

## Historie
Horní Hraničná byla založena ve 12. století, první písemná zmínka o ní pochází z roku 1249. Vesnice byla nejdříve v majetku waldsassenského kláštera, od 14. století střídavě v držení chebských měšťanů a šlechticů.
Ve druhé polovině 15. století koupil ves rod Junkerů a vesnice v jejich držení doznala největšího rozkvětu v 16. století. Po smrti posledního šlechtice z rodu Junckerů v roce 1732 byla vesnice prodána městu Cheb.
Ve vesnici stála gotická tvrz z 15. století s poplužním dvorem, rodem Junckerů přestavěná v roce 1563 na renesanční zámek, později rozšířeným o nové obytné křídlo s hrázděným patrem.
Město Cheb zřídilo v zámku roku 1905 ozdravovnu pro děti postižené plicními chorobami. Ročně zde pobývalo v několikaměsíční letní škole kolem sto dětí.
Po roce 1945 došlo k nucenému vysídlení německého obyvatelstva a nepříliš úspěšným pokusům o nové osídlení. Vzhledem ke své poloze v blízkosti státní hranice se obec ocitla v roce 1950 v nově zřízeném hraničním pásmu, což rozhodlo o jejím zániku. Po vytvoření hraničního pásma se stal zámek sídlem roty pohraničníků. Budova zámku chátrala, počátkem 60. let se změnila v ruinu a v roce 1971 bylo vydáno demoliční povolení. Mezi zlikvidovanými stavbami poplužního dvora byla i nejstarší hrázděná vozová kůlna na Chebsku z roku 1699. Kolem roku 1970 se pohraničníci přestěhovali do nově vybudovaných objektů roty a v roce 1977 byl zámek beze zbytku zbořen.
Po sametové revoluci nechalo na území zaniklé Horní Hraničné, v části objektu bývalé pohraniční roty, vybudovat město Cheb útulek pro opuštěné psy, od roku 2013 provozovaný soukromě.

## Obyvatelstvo
| Rok            | 1869 | 1880 | 1890 | 1900 | 1910 | 1921 | 1930 | 1950 | 1961 | 1970 |
| -------------- | ---- | ---- | ---- | ---- | ---- | ---- | ---- | ---- | ---- | ---- |
| Počet obyvatel | 176  | 164  | 130  | 109  | 111  | 111  | 133  | 45   | 3    | -    |